# Тютюнник Федір Григорович
Тютюнник Федір Григорович (04.03.1929, с. Шилівка Зіньківського району Полтавської області — 04.03.2003, с. Шилівка) — письменник-прозаїк, публіцист, краєзнавець. Двоюрідний небіж Григорія і Григора Тютюнників.
В 1946 році закінчив Шилівську семирічку, потім Зіньківську школу № 1. Закінчив Харківський політехнічний інститут (1954). Працював на заводах, у науково-дослідних інститутах — майстром, старшим інженером-конструктором, науковим працівником. Попри технічну спеціальність (інженер із хімічного устаткування), завжди відчував потяг до художнього слова.
Літературну творчість розпочав із участі у Всесоюзному конкурсі на найкращий сценарій художнього фільму. У 1964 році дебютував з новелою «Кура» на сторінках газети «Літературна Україна». Пізніше публікувався у журналах «Дніпро», «Вітчизна», «Ранок», «Прапор».
Першу збірку «Співуче джерело» (1967) видав під псевдо Федір Лісовий. Широке визнання здобув після появи таких творів як «Зелений легіт» (1969) та «На бистрині» (1978). Видана у Москві російською мовою збірка «Осінь пахне криницею» (1973, присвячена Григорію Тютюннику) була схвально прийнята як критиками, так і читачами.
Основні мотиви і характерні риси творчості Федора Тютюнника — любов до рідного краю, тривога за долю села, тісне поєднання реального і повсякденного з легендарним. Особливе ставлення у письменника до зображення природи — вона змальовується лірично-трепетно. Образи сучасників-земляків у Федора Тютюнника колоритні, горді, сильні, з усталеними звичками і твердими переконаннями. Творам притаманний народний іскрометний, тонкий і щирий гумор.
Документально-художня повість «На бистрині» навіяна враженнями Тютюнника від життя робітників Полтавського турбомеханічного заводу і в цілому має характер виробничої прози.
Член Спілки письменників УРСР з 1968 року. Лауреат обласної комсомольської премії ім. П.Артеменка (1976).
Часто друкувався із новелами і короткими нарисами у районній, обласній і республіканській пресі.
Працював у редакції Зіньківської районної газети (1989—1991). Організатор і керівник літературної студії при редакції, що прибрала собі назву однієї з його книг — «Співуче джерело».
Ще одна грань творчості Федора Тютюнника — краєзнавство. Був членом редакційної групи з написання історії Зіньківщини. Його рукопис про рідне село було покладено у основу надрукованого уже після смерті письменника літопису Шилівки.
В день свого 74-річчя життя Федора Тютюнника трагічно перервалось — письменник загинув під колесами авто на вулиці рідного села.

## Твори Федора Тютюнника
1. Тютюнник Ф. Зіньківський район Полтавської області: короткий довідник-путівник / Ф. Тютюнник. — Полтава: Полтавський літератор, 2010. — 38 с.
2. Тютюнник Ф. Г. На бистрині: докум. повість [про Полт. турбомех. з-д] / Ф. Г. Тютюнник. — Х. : Прапор, 1978. — 159 с.
3. Тютюнник Ф. Г. Перепелині дзвони: оповідання / Ф. Г. Тютюнник. — К. : Молодь, 1978. — 127 с.
4. Моцар І. М. Поклик рідної далини: [Федір Тютюнник] / І. М. Моцар // Моцар І. М. Овиди пам'яті. Літ. спомини, щоденники. — Полтава, 2010. — С. 68–77.
5. Тютюнник Ф. Дезертир: [оповідка, біографія автора, уродженця с. Шилівка Зіньківського р-ну] / Ф. Тютюнник // Калинове гроно: антологія прози і драматургії полтавських літераторів ХХ ст. . — Полтава, 2006. — Т. 2. Кн. 2. — С. 92–105.